# Sid’Ahmed Ould Mohamedou
Sid’Ahmed Ould Mohamedou (* 1. Januar 1966) ist ein ehemaliger mauretanischer Leichtathlet, der sich auf den Langstreckenlauf spezialisiert hatte.

## Biografie
Sid’Ahmed Ould Mohamedou nahm bei den Olympischen Spielen 1992 in Barcelona im 10.000-Meter-Lauf teil, konnte seinen Vorlauf jedoch nicht beenden. Bei den Olympischen Spielen 1996 in Atlanta schied er im 5000-Meter-Lauf als Letzter seines Vorlaufes aus.